# 鍛冶町 (横手市)
鍛冶町（かじまち）は、秋田県横手市の町丁。郵便番号は013-0031。人口は165人、世帯数は76世帯（2020年10月1日現在）。丁目の設定のない単独町名で、全域で住居表示を実施している。旧横手市栄通町の一部、鍛冶町に相当する。

## 地理
横手地域の中央部に位置し、東で大町・清川町、西で田中町・前郷一番町、南で平和町、北で四日町と隣接する。沿線には商店などが立ち並び、江戸時代以降から市内を代表する商業地であった大町・四日町の南側に位置する。横手鍛冶町郵便局が置かれている。
全域が都市計画区域に含まれるが、区域区分非設定区域となっている。都市計画法上の用途地域では全域が商業地域に指定されている。

## 歴史
横手川右岸の朝倉山（通称・お城山）に位置した横手城の城下町として栄えた地域で、現在も横手市の中心市街地の一角を成している。現在の鍛冶町は横手川の左岸、商人や職人が住む「外町」に当たる地域で、江戸時代頃から城下町として形成されていった。当時の横手城下の外町において最南端に位置する町で、横手鍛冶町や五日町とも呼ばれた。
羽州街道が南方の横手前郷村から田町を経由してこの町を縦貫し、北の二日町に至る。二日町は、鍛冶町と大町・四日町に挟まれた場所にあり、1881年（明治14年）の「郡区町村一覧」においては栄通町（さかえとおりまち）、現代の住居表示においては横手市鍛冶町・四日町の一部となっている。羽州街道は二日町に入った後、大町と四日町の二筋に分かれる。現在田中町にある蛭子神社は、天正2年（1574年）にこの二日町の地で建立されたもので、天正19年に類焼により西の田中町へと移転し、再建されたと伝えられている。
鍛冶町と田町の境界（現在の金比羅神社境内）には阿弥陀堂があり、そこに羽州街道の一里塚が置かれた。これは幕府からの指示で秋田藩が整備したもので、久保田城の大手門の柱が基点になっている。

### 町名の変遷
住居表示に関する法律が施行された1962年5月10日以降、旧横手市内においても住居表示が進み、1965年より第一次から第五次にかけて実施された。本地域は第二次地区として1966年4月1日に実施され、現行の鍛冶町はここで誕生した。
| 実施後 | 実施年月日     | 実施前         |
| ------ | -------------- | -------------- |
| 鍛冶町 | 昭和41年4月1日 | 栄通町（一部） |
| 鍛冶町 | 昭和41年4月1日 | 鍛冶町         |

## 世帯数と人口
2020年（令和2年）10月1日現在の世帯数と人口は以下の通りである。
| 丁目   | 世帯数 | 人口  |
| ------ | ------ | ----- |
| 鍛冶町 | 76世帯 | 165人 |

### 人口・世帯数の推移
以下は国勢調査による1995年（平成7年）以降の人口の推移。
| 年                 | 人口 |
| ------------------ | ---- |
| 1995年（平成7年）  | 312  |
| 2000年（平成12年） | 253  |
| 2005年（平成17年） | 247  |
| 2010年（平成22年） | 225  |
| 2015年（平成27年） | 194  |
| 2020年（令和2年）  | 165  |

以下は国勢調査による1995年（平成7年）以降の世帯数の推移。
| 年                 | 世帯数 |
| ------------------ | ------ |
| 1995年（平成7年）  | 117    |
| 2000年（平成12年） | 103    |
| 2005年（平成17年） | 94     |
| 2010年（平成22年） | 96     |
| 2015年（平成27年） | 90     |
| 2020年（令和2年）  | 76     |

## 小・中学校の学区
市立小・中学校に通う場合、学区（校区）は以下の通りとなる。
| 番地 | 小学校               | 中学校               |
| ---- | -------------------- | -------------------- |
| 全域 | 横手市立横手南小学校 | 横手市立横手南中学校 |

## 交通

### 鉄道
鉄道駅はない。最寄り駅は■奥羽本線、■北上線の横手駅。

### バス
羽後交通
- 横手市循環バス
  - （9）山田眼科病院前[23] - （8）鍛冶町

### 道路
- けやき大通り

## 施設
- 顧客利便施設 こうじ庵（2番4号）[24]
- 北日本銀行 横手支店（2番42号）[25]
- 横手鍛冶町郵便局（6番4号）[26]

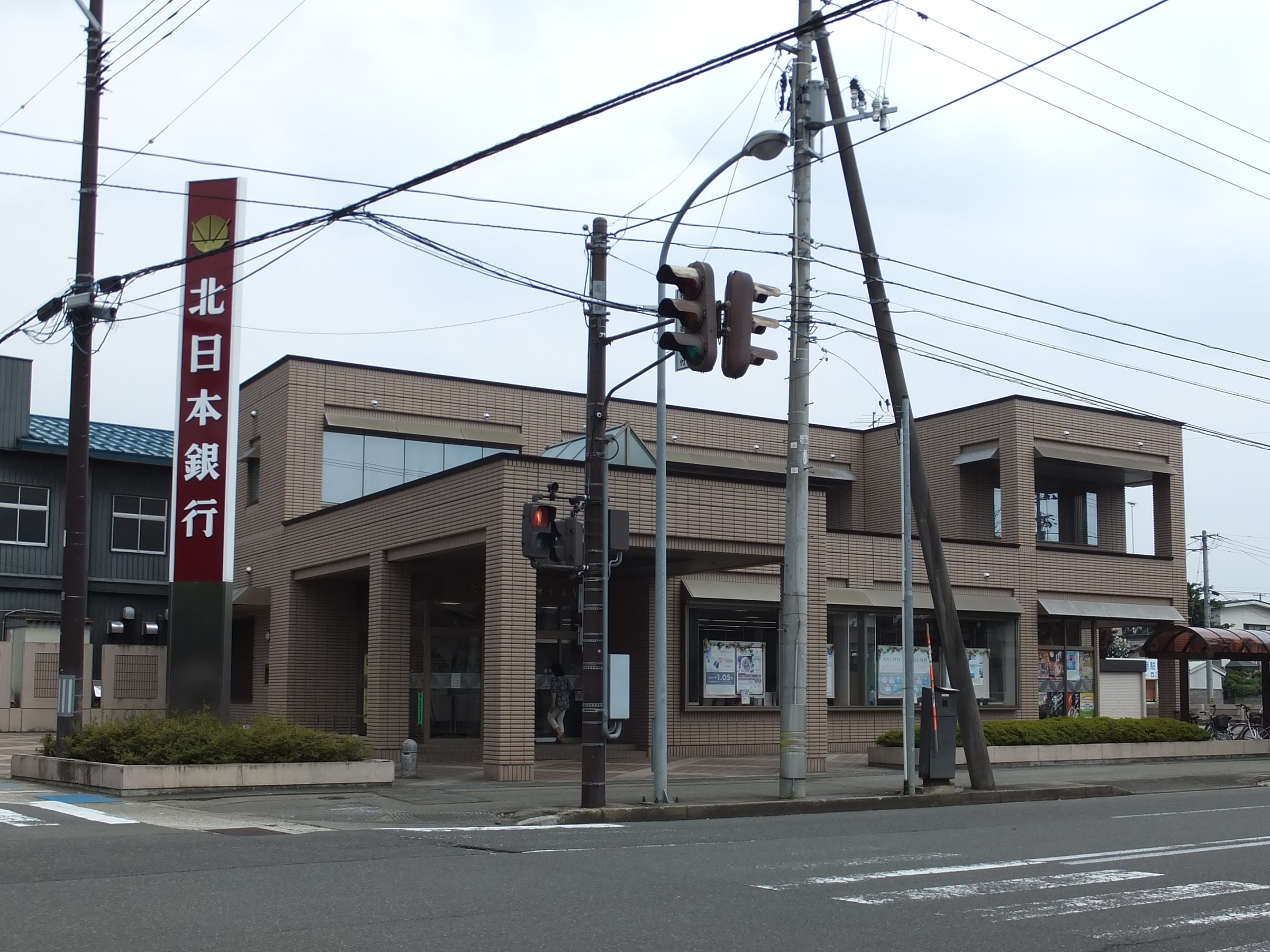
北日本銀行 横手支店
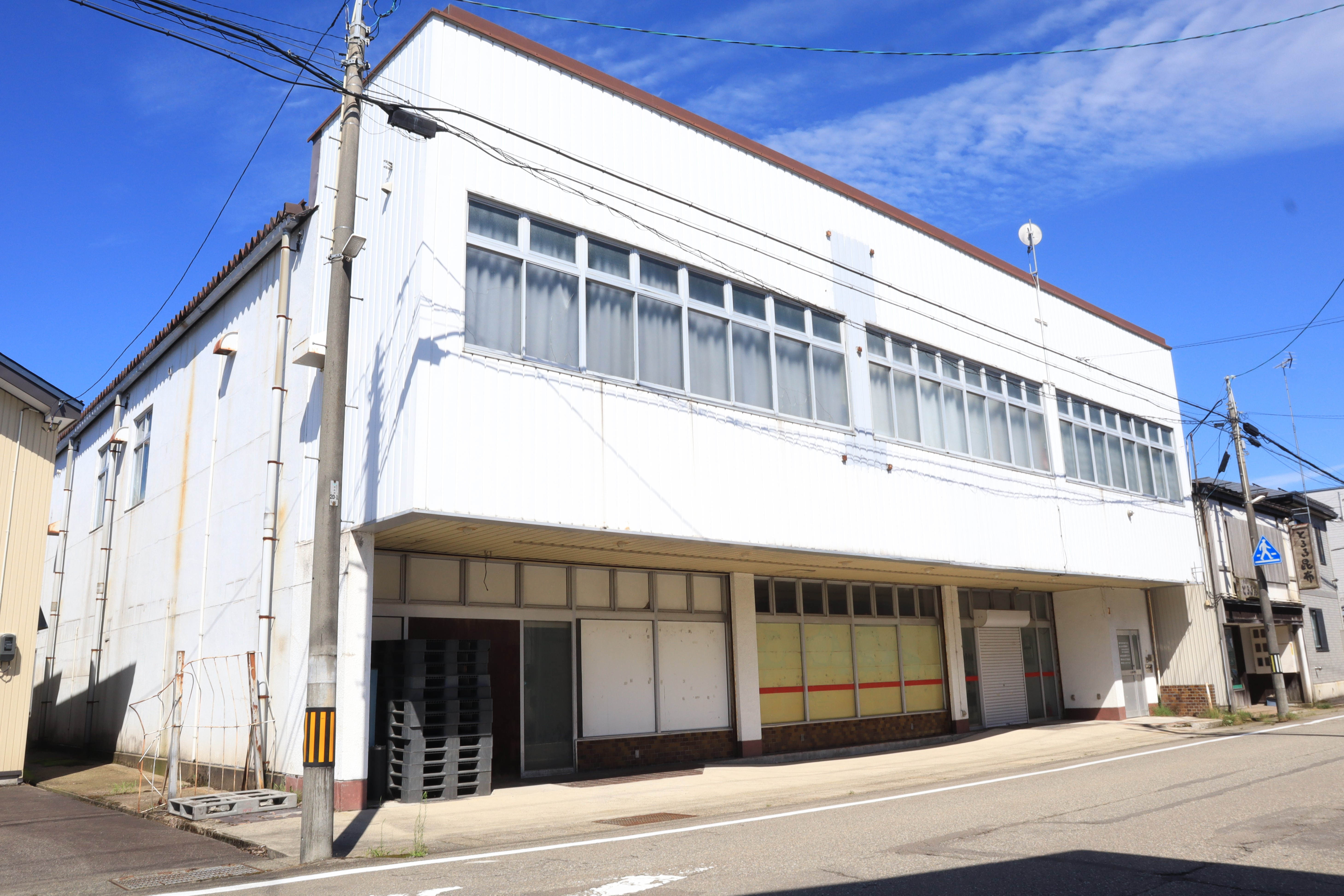
旧よねや鍛冶町店